# Bíró Andor (kolhozelnök)
Bíró Andor (született: Biró Antal, Tivadarfalva, 1929. február 1. – Budapest, 2018. október 5., Biró Sándor és Homoki Klára gyermekeként), általános iskolai tanító, iskolaigazgató, kolhozelnök, a legmagasabb szovjet állami kitüntetések birtokosa, 1963-tól 1990-ig, 27 éven (6 cikluson) át az Ukrán Legfelsőbb Tanács képviselője, Texas Állam Dallas városának díszpolgára 1974. október 3.
Életművéért a Magyarok Kijevi Egyesülete a kárpátaljai magyarság identitástudatának megőrzéséért legtöbbet tevő személyek számára alapított Etelköz Díjat elsőként Bíró Andornak adományozta. Öt magyar tannyelvű iskola építéséért megkapta a Szovjetunió kiváló közoktatási dolgozója címet.

## Tanulmányai
A második világháború előtt a Beregszászi Magyar Királyi Állami Gimnáziumban tanult. A középiskolát 1945-ben Szatmárnémetiben fejezte be. A tanítóképzőt Huszton végezte el 1950-ben. 1959-ben az Ungvári Állami Egyetem történelem szakán diplomázott.

## Életútja
Neve elválaszthatatlan Péterfalvától és a Határőr Agrárcég-Kolhoztól, amely Kárpátalja legerősebb, legtehetősebb mezőgazdasági nagyüzemévé fejlődött, országos és nemzetközi elismerésre tett szert. Az egykoron szegénysorban élő Ugocsa-megyei és Szatmár-megyei települések (Tiszapéterfalva, Tivadarfalva, Forgolány, Farkasfalva, Tiszabökény, Nagypalád és Fertősalmás) mintegy nyolcezer magyar nemzetiségű lakosa jóval az országra és korra jellemző életszínvonal fölött élt és Kárpátalja egyetlen magyar honismereti és néprajzi múzeumával, Ukrajna egyetlen faluban létesített képtárával, amely ismert 20. századi kárpátaljai és magyarországi festők alkotásainak ad otthont, önerőből épített öt iskolával és négy óvodával, ugyanennyi művelődési házzal, 124 tagú Tisza Dal- és Táncegyüttessel, hét ipari üzemmel, sportkomplexummal, vidámparkkal, zene- és művészeti iskolákkal, valamint sok mással lett gazdagabb. 
Alig 17 évesen, öt osztályos gimnáziumi végzettséggel nevezték ki tanítónak Forgolány község elemi iskolájába, ahol 1946 januárjában indult újra a magyar nyelvű iskolai oktatás. Fél év múlva hazakerült Tivadarba, ahol öt éven át tanított. Ezt követően tíz évig 1949-től – 1959-ig volt iskolaigazgató Tivadarban, Forgolányban majd Nagypaládon.
Tizenhárom évi pedagógiai munka után 1959-ben megválasztották a nevetlenfalui Komszomolec kolhoz, majd 1961-től 1993-ig a tiszapéterfalvai Prikordonnik (oroszul: Pogranyicsnyik, magyarul: Határőr) kolhoz (1988-tól: „Határőr Agrárcég-Kolhoz”) elnökévé. Az irányítása alatt álló gazdaságban az elsők között vezették be a pénzfizetést (1965-ben),  és a Szovjetunióban korábban elképzelhetetlennek tartott "családi vállalkozást", azaz a tiltott magántulajdont idéző "feles gazdálkodást",  forradalmasítva ezzel előbb a dohánytermesztést, majd további mezőgazdasági ágazatokat.
A vidék mezőgazdasági termelékenységére korábban jellemző hektáronkénti alig 20 mázsányi őszi terméshozam az 1980-as években már meghaladta a hektáronkénti 70 mázsát, az össztermelés pedig 1989-ben 106 mázsa volt.
Meggyőződéssel vallotta a mezőgazdasági termelés szövetkezeti, nagyüzemi előnyeit, ugyanakkor kritizálta a szovjet parancsuralmi-adminisztratív rendszer sajátosságait, a felülről kényszerített utasításokat.
Az 1970-es évektől az úgyszintén országosan zászlóshajónak számító helyi ipari termelés bevezetésével megoldották a mezőgazdaságra jellemző időszakos (évszakoktól függő) foglalkoztatási problémákat: együttműködési szerződést kötöttek a Lvivi Mikroműszergyárral, fényképezőgép-alkatrészeket gyártottak a Kijevi Arzenal Gyárnak, a Zagorszki Optikai Gyárnak, horgászkellékeket gyártottak egy bakui alapanyagokat felhasználó kijevi gyárnak. 
Később a Magyar Optikai Művek számára készítettek lencséket, majd az 1980-as években, a  600 ezer dolláros beruházással megjelenő svéd IKEA cégnek gyártottak különböző lakás-felszerelési tárgyakat. Szoros együttműködést folytattak a Gödöllői Állatforgalmi Vállalattal, és más magyarországi, valamint csehszlovákiai magyar mezőgazdasági üzemmel. A nemzetközi együttműködésben rejlő további lehetőségek elősegítése érdekében szorgalmazták Kárpátalja különleges gazdasági övezetté nyilvánítását.
Az általa közel 33 éven át  irányított tiszapéterfalvai gazdaságban új munkahelyek megteremtésével megelőzték a lakosság elvándorlását, megőrizték az anyanyelvet, a nemzeti jellemet és szellemet, a nemzeti gyökereket és identitástudatot.  Az életkörülmények javítása eredményeként a helyi magyarság száma folyamatosan növekedett (a gazdaság falvaiban élő lakosság például az 1976-1981-es években 550 fővel bővült (17-30. évesek), ami 67,5 százalékos demográfiai növekedést jelentett.)
Az 1990. január 1-i állapot szerint a gazdaság községeiben 8082 ember lakott. A 7545 főnyi tagság közül 1200 fő ekkor már az ipari üzemekben dolgozott. Az 1980-as évek elején a havi átlagkereset meghaladta a 200 rubelt , és számos kedvezményben részesültek: a nyugdíjkorhatár elérésekor 25-től 50 rubelig terjedő pótlékot kaptak, a kolhozba belépő fiataloknak, a kötelező katonai szolgálatból hazatérőknek, valamint a fiatal házasoknak 100-100 rubel egyösszegű támogatást fizettek..
Nagy hangsúlyt fektetettek az oktatásra és szakemberképzésre: 1993-ban a gazdaság ösztöndíjasaként végzett 43 egyetemi és főiskolai, valamint 100 szakközépiskolai diplomás szakembert alkalmaztak.

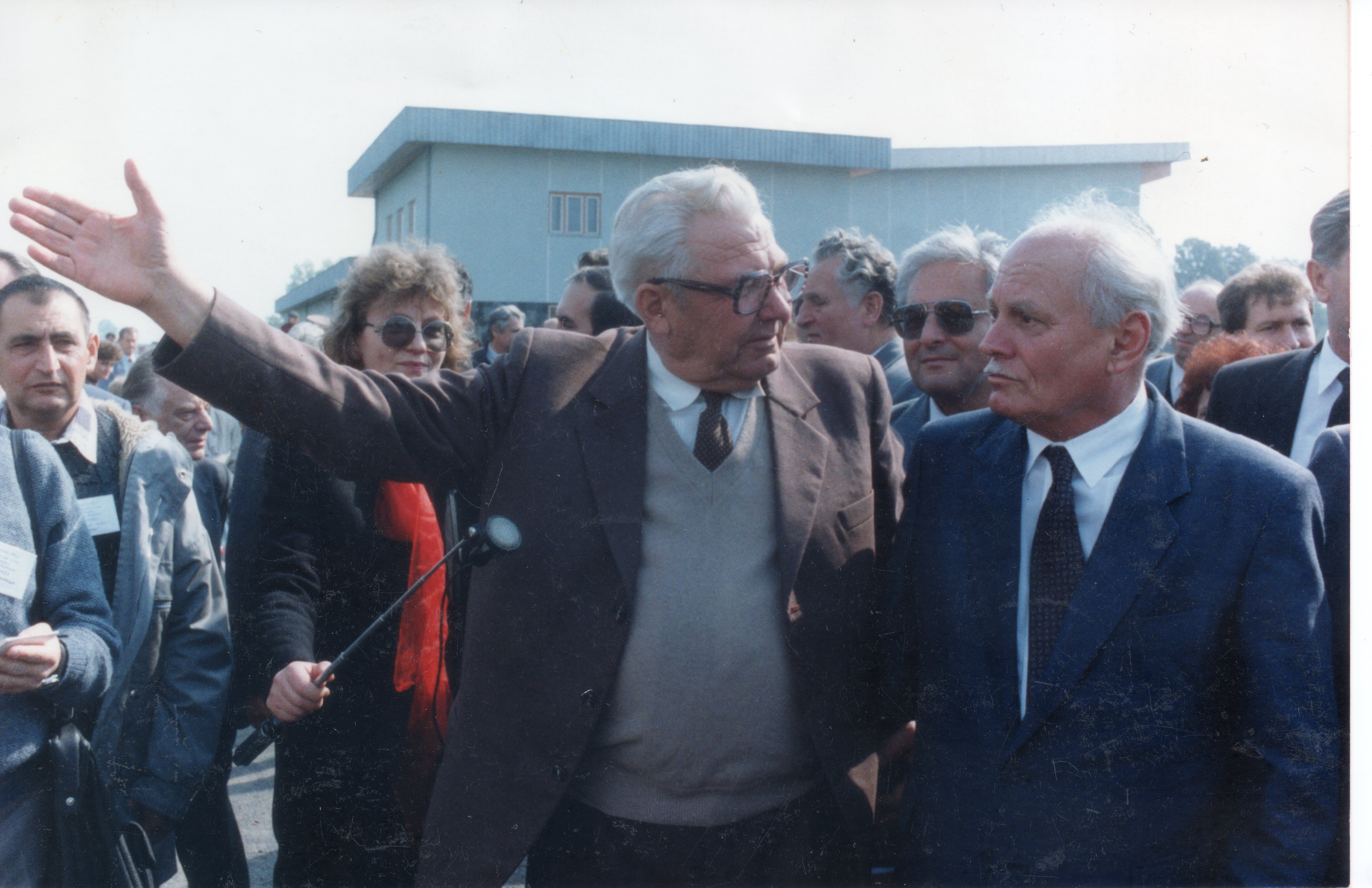
Göncz Árpád köztársasági elnök látogatása Tiszapéterfalván

Bár az újítások nemegyszer ütköztek a járási és a területi vezetők ellenállásába, felhasználták az állattenyésztésben és földművelésben alkalmazható legújabb tudományos módszereket, és ennek köszönhetően kiemelkedő termelési eredményeket értek el. 
1989-ben pénzforgalmuk 19 millió 487 ezer rubelt tett ki, ezen belül a tiszta jövedelem 3 millió 636 ezer rubel volt, a jövedelmezőségi mutató elérte a 22,8 százalékot. Az egész pénzforgalomból 1989-ben 10 millió 149 ezer rubelt a gazdaság további fejlesztésére, valamint a falvak szociális-kulturális építésére fordítottak. 6 millió 844 ezer rubelt pedig a kolhoztagoknak fizettek ki díjazásként (az 1989. évi hivatalos árfolyam szerint 1 USD = 0,606 rubel).
Bíró Andor gyakran hangoztatta, hogy a nép körében rengeteg a különféle tehetség, akiknek meg kell teremteni a feltételeket ahhoz, hogy érvényesülni tudjanak, ezért jelentős pénzeszközöket fordítottak a gazdasághoz tartozó falvak szociális és kulturális infrastruktúrájára: 1989-ig összesen 6 millió 240 ezer rubelt költöttek öt művelődési otthon, egy sportkomplexum, egy múzeum és egy képtár létesítésére.

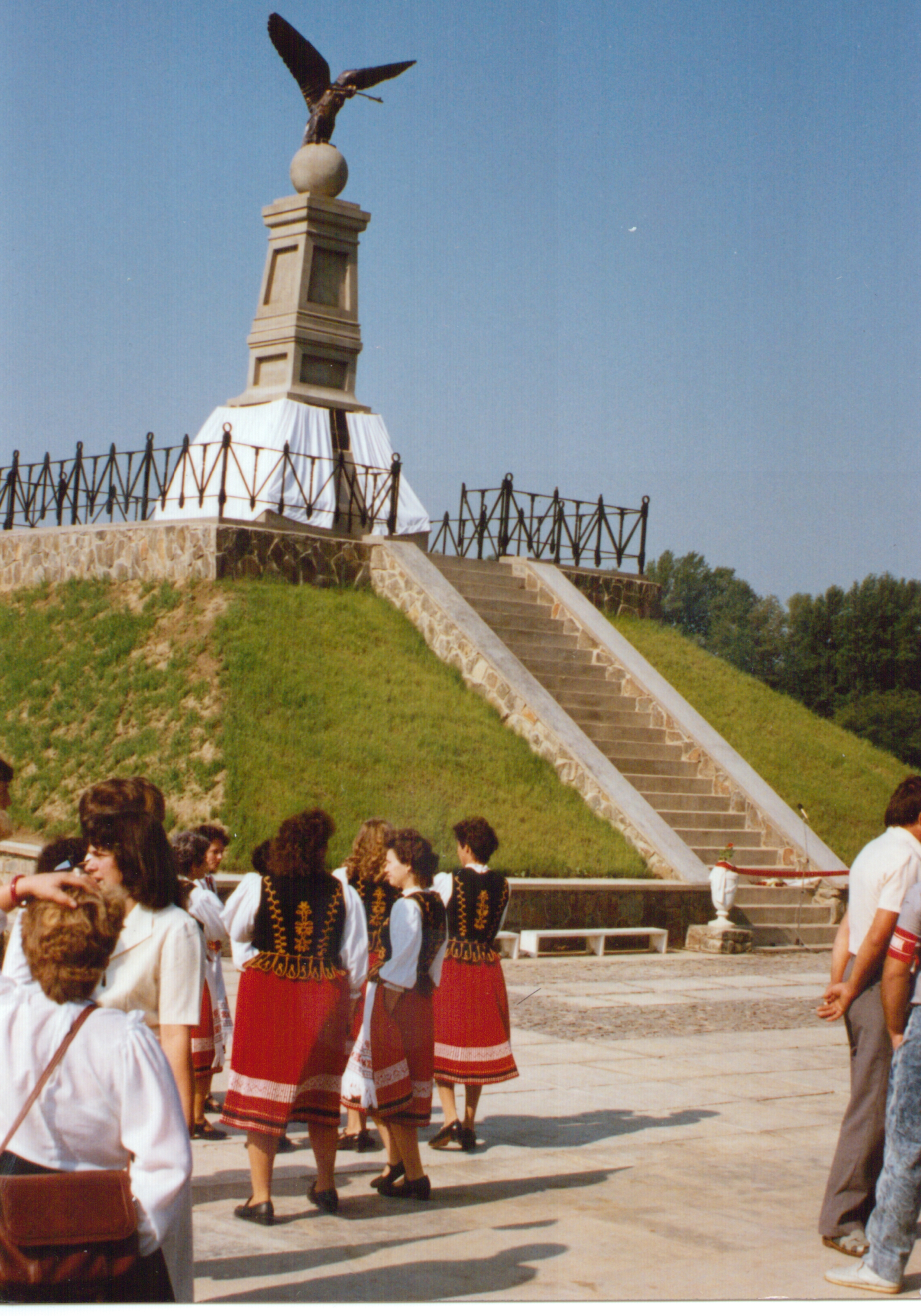
A Rákóczi-emlékmű az 1989. évi ünnepélyes felavatása előtti pillanatokban

Az 1980-as években épített tiszapéterfalvai sportkomplexum keretében ifjúsági sportiskola működött, melyben – 21 csoportban, szakképzett edzők irányításával – összesen 420 fiatal sportolt versenyszerűen. Hagyományosak voltak a könnyűatlétikai, asztalitenisz, röplabda, foci, céllövészet és további sportágakban megrendezett versenyek. 
A megyében elsőként létesítettek lovassport szakosztályt: hátaslovakat vásároltak és országos, valamint nemzetközi tornákon szereplő tapasztalt edzőket szerződtetett a gyerekek oktatására.
A gazdasághoz tartozó községekben három labdarúgócsapat volt, közülük a péterfalvai területi bajnokságot nyert, és sikeresen szerepelt nemzetközi viadalokon is (1989-ben például öt ország labdarugócsapata részvételével rendeztek tornát Tiszapéterfalván, majd a győztes péterfalvai csapat ugyannebben az esztendőben vendégszerepelt Berlinben). 
A női gyephoki csapatuk többször nyert első helyet a köztársasági bajnokságban.
A gazdaság több településére bevezették a földgázt, 8 kilométernyi csatornahálózatot és központi szennyvíztisztítót építettek.
Sokat tett a kárpátaljai magyarság múltjának megőrzéséért. Mintegy két évig húzódó kitartó munkájának köszönhetően került vissza eredeti helyére a kuruc szabadságharc jelképe, Tiszabökény és Tiszaújlak határában, a Határőr Kolhoz Agrárcég földterületén 1989. július 16-án felavatott Turulmadaras emlékmű, melynek költségeit teljes egészében magára vállalta a Bíró Andor által vezetett mezőgazdasági nagyüzem. 
A kuruc szabadságharc első győztes csatája és az 1703. július 14-16-ai tiszai átkelés emlékére épített emlékmű központi felirata a kurucok elhíresült jelmondata: „CUM DEO PRO PATRIA ET LIBERTATE”, és építői csupán a hátoldalán, a történelmi hűség kedvéért tüntették fel, hogy „Helyreállíttatta 1989-ben a Határőr Kolhoz”.